# Serba Peak
Der Serba Peak ist ein markanter und 830 m hoher Berg an der Oates-Küste des ostantarktischen Viktorialands. In den Wilson Hills ragt er aus einem Gebirgskamm entlang der Nordflanke des Fergusson-Gletschers auf.
Der United States Geological Survey kartierte ihn anhand eigener Vermessungen und mittels Luftaufnahmen der United States Navy aus den Jahren von 1960 bis 1963. Das Advisory Committee on Antarctic Names benannte ihn 1970 nach Leutnant Edward W. Serba, Navigator einer LC-130 Hercules für die Luftbilderstellung bei der Operation Deep Freeze der Jahre 1967 und 1968.